# Naokata Mase
Naokata Mase, né en 1950 dans la préfecture d'Aichi, est un écrivain japonais vivant au Japon. Il a publié des livres destinés aux enfants et est membre de la Société des illustrateurs de livres pour enfants du Japon.